# Josep Setvalls
Josep Setvalls i Morera es un exfutbolista español que ocupaba la posición de mediocentro, nacido en Navarclés, Barcelona el 20 de agosto de 1974.

## Trayectoria
Setvalls formó parte de la conocida como la quinta del Mini del FC Barcelona, pero no destacó como otros de sus integrantes. Solo jugó un partido con el primer equipo, en la campaña 95/96, aunque fue titular con el Barça B durante dos temporadas.
En busca de oportunidades, en verano de 1997 se marchó al UE Lleida, donde fue titular las tres campañas en las que permaneció. El buen juego en Lleida le mereció la vuelta a la máxima categoría, al ser fichado por el Rayo Vallecano para la temporada 00/01. En el equipo madrileño jugó 21 encuentros.
Al año siguiente recaló en el Levante UD, en 2002 en el Real Murcia, con el que logró el ascenso a Primera. Con los murcianos en la máxima categoría, el de Navarcles solo disputó un partido. Posteriormente, militó en el Fútbol Club Cartagena antes de colgar las botas en 2005 a causa de una lesión.